# 平城駅 (平安南道)
平城駅（ピョンソンえき）は朝鮮民主主義人民共和国平安南道平城市に位置する朝鮮民主主義人民共和国鉄道省平羅線の駅である。

## 歴史
- 1927年11月1日：開業[1]。
- 日付不明 - 駅名を舎人場駅（사인장역）から改称。

## 隣の駅
朝鮮民主主義人民共和国鉄道省
平羅線
裵山店駅 - 平城駅 - 鳳鶴駅